# بورثيس
بورثيس (بالفرنسية: Bourthes)‏ هي بلدية تقع في إقليم باد كاليه من منطقة نور با دو كاليه في شمال فرنسا. تبلغ مساحة هذه المدينة 22.33 (كم²)، وترتفع عن سطح البحر 120 م، يبلغ عدد سكانها 693 نسمة حسب إحصاء المعهد الوطني للإحصاء والدراسات الاقتصادية سنة 2009 م. وترأس البلدية خلال فترة (2001-2008).